# 크리스치아니 호제이라
크리스치아니 호제이라 지 소자 시우바(포르투갈어: Cristiane Rozeira de Souza Silva, 1985년 5월 15일, 상파울루주 오자스쿠 ~ )는 흔히 크리스치아니(Cristiane)라는 이름으로 알려져 있는 브라질의 여자 축구 선수이다. 포지션은 공격수이며, 현재 상파울루 FC 소속이다.

## 클럽 경력
상베르나르두와 주벤투스 소속으로 데뷔했으며 15세 때 브라질 U-19 여자 축구 대표팀에 발탁되었다. 2002년과 2004년에 열린 FIFA U-19 세계 여자 축구 선수권 대회에서 브라질 대표로 출전했고 브라질이 두 차례의 대회에서 4위를 차지하는 데에 공헌했다.
2005-06 시즌 동안에는 독일의 여자 축구 클럽인 1. FFC 투르비네 포츠담 소속으로 뛰면서 팀의 프라우엔-분데스리가 우승에 공헌했고 2009년 산투스 소속으로 뛰면서 팀의 코파 리베르타도레스 페메니나 우승과 코파 두 브라지우 지 푸치보우 페메니누 우승에 공헌했다. 2011년 9월에는 러시아의 여자 축구 클럽인 WFC 로시얀카로 이적했지만 2012년에 상조제로 이적했다.
2013년에는 대한민국의 WK리그 소속 여자 축구 클럽인 고양 대교 눈높이(나중에 이천 대교 여자 축구단으로 이름을 바꿈)으로 이적했지만 얼마 지나지 않아서 AD 센트루 올림피쿠로 이적했다. 2015년에는 프랑스 디비지옹 1 페미닌 소속 여자 축구 클럽인 파리 생제르맹으로 이적했고 2017년 7월에는 중국의 여자 축구 클럽인 창춘 줘웨로 이적했다. 2019년에는 상파울루로 이적했다

## 국가대표 경력
2003년부터 브라질 여자 축구 국가대표팀 선수로 출전하면서 대표팀 무대에 데뷔했고 5차례의 FIFA 여자 월드컵(2003년, 2007년, 2011년, 2015년, 2019년), 4차례의 하계 올림픽(2004년 아테네 하계 올림픽, 2008년 베이징 하계 올림픽, 2012년 런던 하계 올림픽, 2016년 리우데자네이루 하계 올림픽)에 참가했다.
2004년 아테네 하계 올림픽과 2008년 베이징 하계 올림픽에서는 브라질의 올림픽 여자 축구 은메달 획득에 공헌했고 2007년 FIFA 여자 월드컵에서 브라질의 FIFA 여자 월드컵 준우승에 공헌했다. 2017년 10월에는 국가대표팀 은퇴를 결정했지만 2018년 2월에 2018년 코파 아메리카 페메니나를 앞두고 국가대표팀에 복귀했다. 2019년 FIFA 여자 월드컵에서는 자메이카와의 조별 예선 경기에서 최고령 해트트릭 기록을 수립했다.

## 수상

### 클럽
- 2006년 프라우엔-분데스리가 우승
- 2009년 코파 리베르타도레스 페메니나 우승
- 2009년 코파 두 브라지우 지 푸치보우 페메니누 우승

### 국가대표

#### 브라질
- 2003년 남미 여자 축구 선수권 대회 우승
- 2004년 아테네 하계 올림픽 여자 축구 은메달 수상
- 2007년 FIFA 여자 월드컵 준우승
- 2007년 팬아메리칸 게임 여자 축구 금메달 수상
- 2008년 베이징 하계 올림픽 여자 축구 은메달 수상

### 개인
- 2004년 아테네 하계 올림픽 여자 축구 최다 득점자 수상
- 2006년 코파 아메리카 페메니나 득점왕 수상
- 2007년 FIFA 여자 월드컵 최우수 선수 3위 선정
- 2007년 FIFA 올해의 선수 3위 선정
- 2008년 베이징 하계 올림픽 여자 축구 최다 득점자 수상
- 2008년 FIFA 올해의 선수 3위 선정